# Dmitrij Guz'
Dmitrij Vladimirovič Guz' (in russo Дмитрий Владимирович Гузь?; Krasnyj Sulin, 15 maggio 1988) è un ex calciatore russo, di ruolo difensore.

## Palmarès

### Club

#### Competizioni nazionali
- Campionato armeno: 2

Ararat-Armenia: 2018-2019, 2019-2020
- Supercoppa d'Armenia: 1

Ararat-Armenia: 2019